# اولرتون (چشر)
اولرتون (به انگلیسی: Ollerton) یک روستا و محله مدنی در بریتانیا است که در چشر شرقی واقع شده‌است. اولرتون ۳۲۹ نفر جمعیت دارد.